# اتیل نیتریت
اتیل نیتریت (به انگلیسی: Ethyl nitrite) یک ترکیب شیمیایی با شناسه پاب‌کم ۸۰۲۶ است. 